# Европски зелени појас
Европски зелени појас је иницијатива за формирање зеленог појаса у циљу очувања природе и одрживи развој дуж коридора некадашње Гвоздене завесе. Иницијатива се реализује под покровитељством Међународне уније за заштиту природе и Михаила Горбачова. Циљ иницијативе је да се створи окосница еколошке мреже која се протеже од Баренцовог до Црног и Јадранског мора.
Европски зелени појас као подручје прати трасу некадашње Гвоздене завесе и повезује националне паркове, паркове природе, резервате биосфере и прекогранична заштићена подручја, као и незаштићена вредна станишта дуж или преко (бивше) границе.
Дан Зеленог појаса обележава се 24. и 25. септембра, на датум када је покренута европска иницијатива за заштиту простора који се протеже дуж бивше Гвоздене завесе.

## Настанак идеје
Године 1970. на сателитским снимцима је уочен тамнозелени појас старе шуме на финско-руској граници. Почетком 1980-их, биолози су открили да је унутрашња немачка погранична зона између Баварске на западу и Тирингије на истоку била уточиште за неколико ретких врста птица, које су нестале из интензивно коришћених подручја која покривају већи део централне Европе. Образложење ове појаве било је да је негативан утицај људи на животну средину мањи у таквим пограничним зонама, које су обично затворене за приступ јавности, па људске активности минимално утичу на дивљи свет ових подручја.
Након завршетка хладног рата 1991. године, строги гранични режими су напуштени и пограничне зоне се постепено отварају, почевши од поновног уједињења Немачке 1990. године и настављајући са постепеном интеграцијом нових држава чланица у Шенгенскои уговор као део процеса проширења Европске уније. Истовремено, велики војни објекти, као што су полигони за обуку и војно-истраживачке установе унутар или у близини граничних зона били су затворени. У већини случајева било је нејасно коме припада ово земљиште и како ће бити судбина вредних пејзажа. У складу с тим, иницијатива за очување Зеленог појаса формирана је у циљу очувања природних богатстава уз некадашњу Гвоздену завесу.

## Историја
Историјско полазиште иницијативе била је Резолуција зеленог појаса Хоф (Немачка) у децембру 1989. месец дана након пада Берлинског зида. Овај документ формулисао и потписало више од 300 еколога из Немачке Демократске Републике и Савезне Републике Немачке, који су покренули прве пројекте очувања природе усмерених на област око некадашње унутрашњу немачке границе. После неколико успешних реализација, идеја је пренесена на европски ниво. После прве конференције о Европском зеленом појасу 2003. године, одлучено је да се оснује радна група са Међународном унијом за заштиту природе (IUCN) као свеукупни координатор за њено спровођење. Међународном унијом за заштиту природе је, заједно са Националним парком Ферто-Хансаг у Мађарској, организовала први састанак радне групе који се одржао од 9. до 12. септембра 2004. У даљем тексту, радна група је, заједно са актерима Зеленог појаса, разрадила Програм рада и предложила представнике у свакој земљи дуж Зеленог појаса, како би били службено именовани од стране Министарстава животне средине сваке државе. Министри заштите животне средине Русије, Финске и Норвешке 2010. године потписали су Меморандум о разумевању за заједничку заштиту Зеленог појаса у Финоскандији. У новембру 2010. године пет појединаца добило је Награду Повезивања за изузетан допринос очувању природе, за континуирано ангажовање у заштити Зеленог појаса.
Већ неколико година размотра се номиновање Европског зеленог појаса за уврштење на листу УНЕСКО-ве светске баштине.

## Траса Зеленог појаса
Европски Зелени појас у организационом смислу обухвата четири региона: Финоскандинавски, Балтички, средњоевропски и Балкански.

### Финоскандинавски зелени појас
Финоскандинавски зелени појас обухвата милион хектара дуг ланац резервата природе, који се протеже 1.350 километара дуж граница Норвешке, Русије и Финске, од Баренцовог до Балтичког мора. То је појас дивљине. У његовом северном делу доминирају лишајеви, маховине и патуљасти жбунови. Централни и јужни део састоји се од непрегледних четинарских тајги. Ове шуме представљају сигурно уточиште крупних сисара, као што су мрки медвед и лос. Небројена мочварна подручја, ритови и језера пејзаж чине још сликовитијим. Ту су и станишта многих ретких врста, као што је жутокљуни лабуд (Cygnus cygnus). Меморандум о разумевању по питању сарадње у развоју Финоскандинавског зеленог појаса потписан је 2010. године, чиме је омогућена еколошки, економски и друштвено одржива прекогранична сарадња.

### Балтички зелени појас
Балтички зелени појас протеже се дуж обала Естоније, Летоније и Литваније на Балтичком мору. Чине га разноврсна морска подводна станишта и шаролик обалски појас са пространим динама, дугим плажама и импресивним литицама и скривеним лагунама. Велике области кориштене у војне сврхе представљале су резервате за милионе птица селица и многе морске животиње као што су балтичка сива фока (Halichoerus grypus) и прстенаста фока (Phoca hispida). Међутим, од почетка деведесетих година 20. века, обале су изложене снажним утицајима индустријског развоја и експлоатације. Очување вредних природних и историјских добара овог предела представља главни изазов за Зелени појас.

### Централноевропски зелени појас
Централноевропски зелени појас обухвата мноштво култивисаних предела, од којих се један део интензивно користи у пољопривредне сврхе. Овај појас обухвата Пољску, Немачку (унутрашња немачка граница), Чешку, Словачку, Аустрију, Мађарску, Словенију, Хрватску и Италију. Протеже се преко Чешког планинског масива, прати готово природне токове река, као што су оне у плавним подручјима Муре и Драве, просеца простране планинске масиве Караванки и Јулијских Алпа, и завршава у Јадранском мору.

### Балкански зелени појас
Балкански зелени појас је планински појас и представља најјужнији део Европског зеленог појаса. Протеже се кроз Србија, Црну Гору, Бугарску, Румунију, Северну Македонију, Албанију, Грчку и Турску. Овај регион је у жижи интересовања као уточиште биодиверзитета и ендемизма. Највећим делом на подручју планинских венаца Балканског полуострва, овај појас формира изузетно хетероген мозаик природних предела, укључујући нетакнуте планинске екосистеме, шуме и степска станишта, као и језера и обалска подручја. Поред специфичних култивисаних предела, у овом појасу је присутно мноштво угрожених биљних и животињских врста. Тако се, дуж границе између Бугарске и Турске, изнад може видети орао крсташ, док у густим шумама удаљених граничних области живе опрезне животиње као што је балкански рис.

#### Eвропски зелени појас Србије
У Србији је, у склопу Балканског зеленог појаса издвојено 11 заштићених подручја, међу којима су два национална парка, пет специјалних резервата природе, два предела изузетних одлика, један парк природе и један будући национални парк:
- Национални парк Ђердап,
- Национални парк Шар-планина,
- Национални парк Проклетије, који је у поступку заштите,
- Специјални резерват природе Горње Подунавље,
- Специјални резерват природе Лудашко језеро,
- Специјални резерват природе Селевењске пустаре,
- Специјални резерват природе Пашњаци велике дропље,
- Специјални резерват природе Делиблатска пешчара,
- Предео изузетних одлика Суботичка пешчара,
- Предео изузетних одлика Вршачке планине,
- Парк природе Стара планина.

Сва наведена заштићена подручја уврштена су у Емералд мрежу. Пројекат у Србији координира Завод за заштиту природе Србије.
- Национални парк Шар-планина, граница Себије и Албаније
- Један од врхова Кошаре, Национални парк Проклетије, граница Србије и Албаније
- Специјални резерват природе Лудашко језеро, српско-мађарска граница
- Специјални резерват природе Селевењске пустаре, српско-мађарска граница

- Бункер из Другог светског рата, Специјални резерват природе Пашњаци велике дропље, српско-румунска граница
- Специјални резерват природе Делиблатска пешчара, српско-румунска граница
- Дински рељеф на Пределу изузетних одлика Суботичка пешчара, српско-мађарска граница
- Предео изузетних одлика Вршачке планине, српско-румунска граница

## Организациона структура
Управљање врши координациона група уз помоћ чланова из свих региона. Сваким регионом управља регионални координатор, a у свакој земљи ову функцију обављају за то именована лица на националном нивоу, именована током првог састанка Европског зеленог појаса 2003. године:
Имплементацију визије зеленог појаса у регијама спроводи неколико стотина актера који се баве заштитом природе и одрживим развојем, који доприносе било израдом пројеката или као волонтери. Захваљујући подршци суседних држава на регионалном и националном нивоу и финансирању од стране Европске уније, управљачи подручја дуж Зеленог појаса спроводе два мултинационална пројекта. Главни циљеви су заштита Зеленог појаса као еколошког коридора и меморијалног предела, развој прекограничне сарадње и подстицање одрживог регионалног развоја.

## Еколошке вредности
Проматрања биолога открила су да је војна пракса дуж границе довела до очувања дивљине на бројне начине:
- Забрана употребе пестицида сачувала је многе ретке врсте инсеката.
- Формирање шумских сечина, које су требале да омогуће граничарима поглед на супротну страну, онемогућено је да се та подручја претворе у непрекидни простор под шумом, чиме су сачуване дивље животиње којима је потребан отворени простор.
- Примећена је појава да је у шумама на граници између Баварске и Бохемије 18 година после уклањања граничне баријере шумски јелен још увек одбијао да пређе границу.
- Стари кратери од експлозија мина постала су појилишта за дивље животиње.
- На простору око бугарско-грчке границе постоје многа гнезда орлова крсташа.
- Око реке Драве, у делу дуж границе између Мађарске и Хрватске, узајамно неповерење спречило је интервенције и изградњу, па су река и њене обале остале нетакнуте, укључујући и пешчане литице на којима се гнезде брегунице (Riparia riparia). Драва је пресекла меандре, остављајући много делова територије обе земље на погрешној страни реке, па та подручја нису обрађивана и постала су дивља подручја.
- Уз обалу у области Мекленбург, ограничен приступ обали, којим се спречавао прелазак људи бродом или пливањем, помогао је да се очува дивља обала.

## Културне вредности
Предложено је развијање не само природне, већ и културне баштине из периода постојања Гвоздене завесе. Идеја је да се бројне историјске иницијативе, инсталације, пројекти и објекти у Зеленом појасу повежу са природним наслеђем, како би се Европски зелени појас претворио у живи историјски споменик Хладном рату током 20. века. У контексту европског зеленог појаса, културно наслеђе већ је процењено или развијено на више места:
- На планини Брокен (Brocken) у Немачкој, некадашња гранична патролна стаза претворена је у планинарску стазу која се зове "Гранична стаза Харц".[14]
- У словеначком Парку природе Горичко постављено је гранично камење са инфо-таблама које информишу посетиоце о историји Гвоздене завесе и природним вредностима које постоје због ове историје.
- Војно наслеђе дуж Зеленог појаса у Литванији оцењено је и унесено у базу података и на мапу за посјетиоце, укључујући готово 100 прича савремених свједока.[15]